# (39868) 1998 DM27
1998 دي أم 27 (ويعرف أيضًا باسم (39868) 1998 دي أم 27 وفق تسمية الكوكب الصغير) (بالإنجليزية: 1998 DM27)‏ هو كويكب ضمن حزام الكويكبات؛ وترتيبه 39868 من حيث الاكتشاف.
اكتُشف هذا الجُرم الفلكي بواسطة Pierre Antonini ‏ في 27 فبراير 1998.

## وصلات خارجية
- (39868) 1998 DM27 في قاعدة بيانات مختبر الدفع النفاث لأجرام النظام الشمسي الصغيرة

- الاكتشاف · مخطط المدار ·  العناصر المدارية · المعلمات المادية

- (39868) 1998 DM27 على موقع ويكي سكاي: DSS2, SDSS, GALEX, IRAS, Hydrogen α, X-Ray, Astrophoto, Sky Map, Articles and images